# Aste-Béon
Aste-Béon ist eine französische Gemeinde mit 225 Einwohnern (Stand 1. Januar 2022) im Département Pyrénées-Atlantiques in der Region Nouvelle-Aquitaine (vor 2016: Aquitanien). Die Gemeinde gehört zum Arrondissement Oloron-Sainte-Marie und zum Kanton Oloron-Sainte-Marie-2 (bis 2015: Kanton Laruns).
Die Einwohner werden Astois und Béonais bzw. Astoises und Béonaises genannt.

## Geographie
Aste-Béon liegt ca. 30 km südöstlich von Oloron-Sainte-Marie und ca. 35 km südlich von Pau im Nationalen Naturschutzgebiet des Vallée d’Ossau im Béarn. Die höchste Erhebung (1800 m) ist am Gebirgskamm Crête de Coos am östlichen Rand des Gemeindegebiets.
Umgeben wird der Ort von den Nachbargemeinden:
|                      | Castet                                      |                 |
| Bielle Gère-Bélesten | Kompassrose, die auf Nachbargemeinden zeigt |                 |
| Laruns               |                                             | Louvie-Soubiron |

Aste-Béon liegt im Einzugsgebiet des Adours und liegt am rechten Ufer des Gave d’Ossau, einem Zufluss des Gave d’Oloron. Zwei Bäche, der Lamay und der Arrigast münden in den Gave d’Ossau im Gebiet der Gemeinde.

## Geschichte
Bei einem Zensus im Jahr 1385 wurden in beiden Dörfern je 18 Haushalte und vermerkt, dass sie in der Bailliage von der Vizegrafschaft von Ossau liegen. Das Lehen von Béon unterstand dem Vicomte von Béarn. Béon wird 1374 als Beoo erwähnt. In der Folgezeit unterstanden die Siedlungen dem Lehnsherrn Jean-Joseph d’Augerot, der eine Schmiede errichtete, als Eisenerz auf seinen Besitztümern entdeckt wurde. Die Förderung des Erzes wurde eingestellt und befeuerte die Landflucht im 19. Jahrhundert, in der allein ein Sechstel der Bevölkerung nach Argentinien ausgewanderte.

### Einwohnerentwicklung
Vom Höchststand der Einwohnerzahl in der Mitte des 19. Jahrhunderts ist weniger als ein Drittel in den 1970er-Jahren aufgrund der allgemeinen Landflucht übrig geblieben. Allerdings ist der Trend seitdem gestoppt und die Zahl bleibt mit gewissen Schwankungen mehr oder weniger stabil.
| Jahr      | 1962 | 1968 | 1975 | 1982 | 1990 | 1999 | 2006 | 2009 | 2014 |
| --------- | ---- | ---- | ---- | ---- | ---- | ---- | ---- | ---- | ---- |
| Einwohner | 267  | 235  | 196  | 211  | 159  | 231  | 246  | 282  | 244  |

## Sehenswürdigkeiten

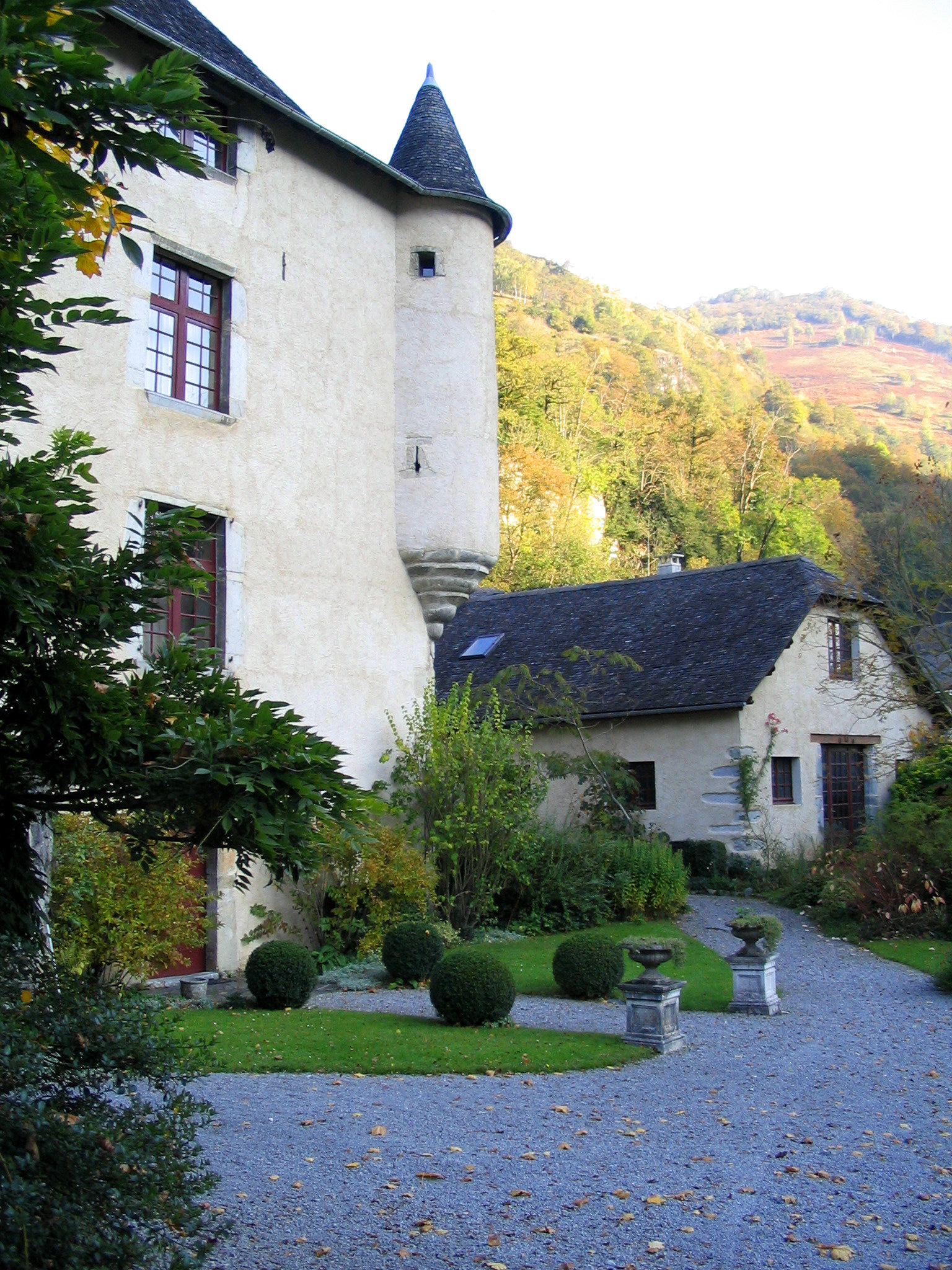
Château von Béon

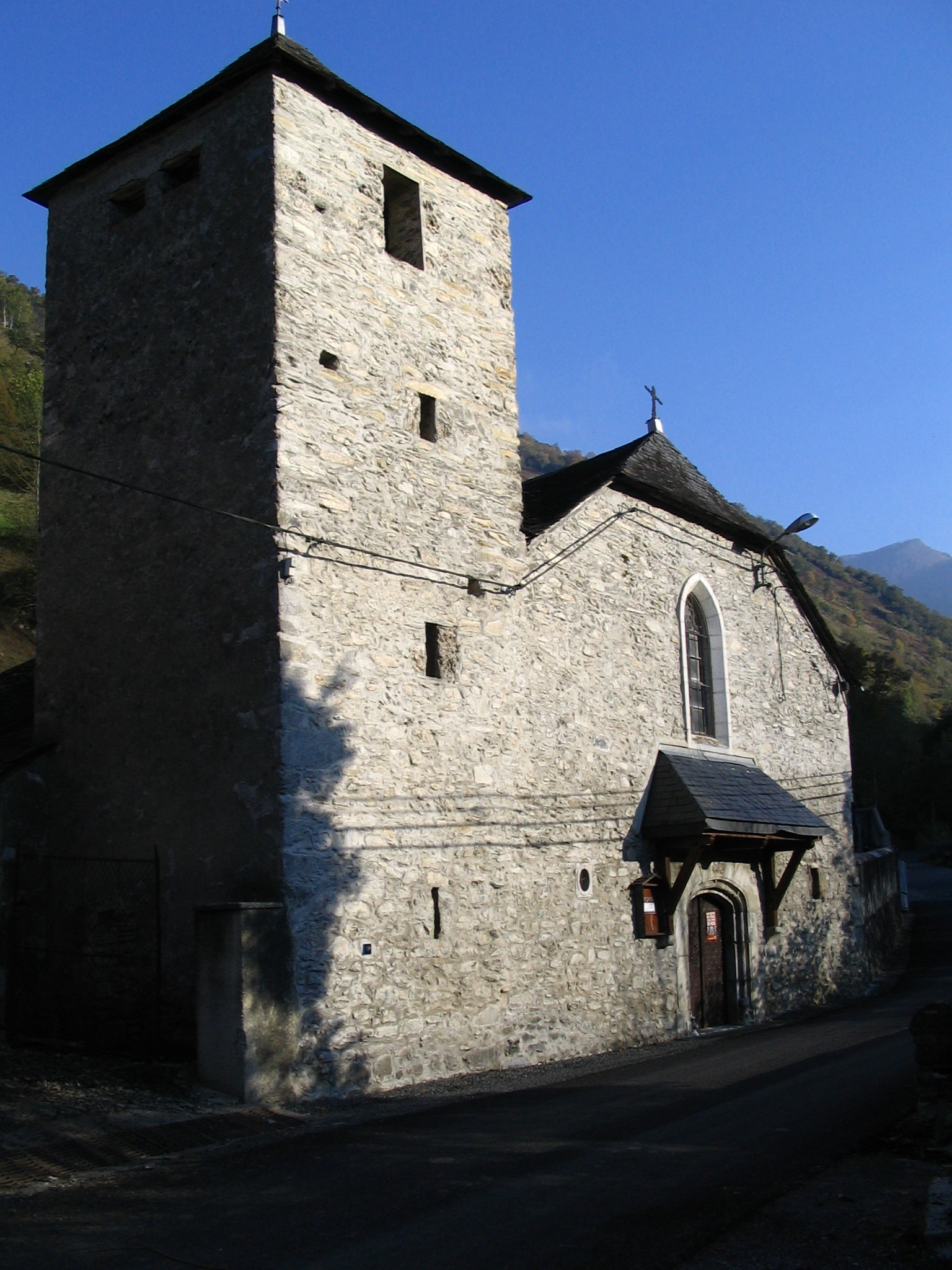
Kirche Saint-Félix-et-Saint-Adauct

- Schloss von Béon. Ein Duell im 9. Jahrhundert zwischen dem Lehnsherr von Béon und einem normannischen Anführer ist überliefert. Um 1596 wird der Lehnsherr von Aste-Béon, M. de Talazac, in den Kammern des Béarn aufgenommen. Dies war für ihn der Anlass, das aus dem 14. Jahrhundert stammende Schloss umzubauen, indem er die mittelalterlichen Mauern bewahrte. Das Landgut wechselte in der Folge mehrmals den Besitzer: Pierre de Saint-Gaudens, Jean de Fortanier im Jahre 1689 und Henry de Poey im Jahre 1752. Das dreigeschossige Gebäude auf rechteckigem Grundriss besitzt ein mit Schiefern gedecktes Zeltdach und Scharwachttürme an allen vier Winkeln. Das schmucklose Eingangsportal und die Fensteröffnungen stammen aus dem 17. Jahrhundert.[8][9]
- Kirche Saint-Félix-et-Saint-Adauct, gewidmet Felix und Adauctus im Ortsteil Béon. Die ursprüngliche Einsiedelei, zu Ehren von Julianus von Brioude, ist seit dem 16. Jahrhundert in den Schriften erwähnt.[10]
- Kirche Saint-Jean-Baptiste, gewidmet Johannes dem Täufer im Ortsteil Aste, am Ende des 19. Jahrhunderts vollständig wiederaufgebaut.[11]

## Wirtschaft und Infrastruktur
Ackerbau und Viehzucht spielen traditionell eine große Rolle bei der Wirtschaft der Gemeinde. Sie liegt in der Zone AOC des Ossau-Iraty, ein traditionell hergestellter Schnittkäse aus Schafmilch. Allerdings ist angesichts der geografischen Lage auch der „grüne“ Tourismus im Kommen.

### Verkehr
Aste-Béon ist angeschlossen an die Routes départementales 240 und 290, der ehemaligen Route nationale 618, und ist über eine Linie des Busnetzes Transports 64 mit Pau und damit anderen Gemeinden des Départements verbunden.